# Magali Lara
Magali Lara (Ciudad de México, 5 de noviembre de 1956) es una artista contemporánea mexicana, gestora y maestra. 
Su obra se ha expuesto en recintos como la Galería de Arte Mexicano, el Museo de Arte Carrillo Gil, el Museo Universitario de Arte Contemporáneo, el Museo de Arte Moderno de Nueva York, y es parte de acervos como el del Banco Nacional de México, y de la Colección de Arte UDLAP.
En reconocimiento a su trayectoria como artista visual recibió la Medalla Bellas Artes en 2024. 

## Biografía
De 1976 a 1979, Magali Lara egresada de la Antigua Academia de San Carlos Su primera exposición reconocida fue en la misma escuela en 1977, bajo el nombre Tijeras, que consistía en diez dibujos a manera de historieta y un libro de artista.
Desde 1994, forma parte del programa del Sistema Nacional de Creadores del Consejo Nacional para la Cultura y las Artes. Como miembro del Sistema ha sido tutora de gráfica desde 2004 hasta 2006.
Durante la década de los setenta su trabajo tuvo temáticas sobre la reflexión del ser mujer y sus condiciones sociales, todo ello por los movimientos feministas de la época.
En 1981 participó como curadora, en la primera exposición de mujeres artistas contemporáneas mexicanas que tuvo lugar en el Künstlerhaus Bethanien en Berlín Occidental.
En 2009 presentó el proyecto Glaciares junto con la compositora Ana Lara, en la Sala de Arte Público Siqueiros, Ciudad de México. En 2010 presentó la exposición Glaciares en Visual Arts Center Austin. Titubeos en la Galería de Arte Mexicano en 2011. Ese mismo año colaboró con Javier Torres Maldonado en la pieza Un posible día para La Muse en Circuit, Centre National de Création Musicale, Théâtre de Villejuif en París, Francia.
"Su estilo -anadía Luis Rius- es inconfundible y, como es obvio, persiste en purificarse técnicamente y en pulir ciertos aspectos temáticos. Sin embargo, resulta muy curioso ver desarrollarse ese proceso evolutivo dentro del propio universo que ella desde hace tiempo creo. Sus méritos, por eso mismo, la situaron no hace poco entre las realidades consumadas de la plástica de nuestro país."
Tuvo una revisión de su trabajo titulada Animaciones Magali Lara en el Museo Amparo en 2012. Ese mismo año, junto con Martha Hellion hizo la curaduría de Circuito abierto, dos experiencias editoriales en el fondo Felipe Ehrenberg, ARKHEIA, MUAC, UNAM. Obtuvo el premio Libro de Artista en 2013 con el libro: Que hurte en ti lo que me pertenece en el marco de la Feria Internacional de Libro de Artista LÍA, Guadalajara, Jalisco. En el año 2015 una exposición individual en el Museo Nacional de la Estampa llamada Intemperie.
En 2017 se presenta  Del verbo estar, una exposición retrospectiva de su trabajo generado en los setenta hasta 2016, en el Museo Universitario del Chopo bajo la curaduría de Cecilia Delgado, donde se podía encontrar pintura, dibujo y obra gráfica acompañada de libros de artista que podían ser consultados por los visitantes que desearan acercarse más a la producción de la artista. 
Tiene obra integrada a las salas infantiles en La Ciudad de los Libros y la Imagen (La Ciudadela), en colaboración con el arquitecto Alejandro Sánchez. También ha experimentado con medios electrónicos de arte digital en América Latina, así como proyectos de pintura, cerámica y animación. Mucho de su trabajo contiene al cuerpo femenino y su relación con la naturaleza que va desde lo figurativo a lo abstracto y, recientemente, su angustia por el estado de incertidumbre que se vive en México por la violencia.
Su obra pertenece a colecciones como Museum of Modern Art, en Nueva York, EUA, Stedelijk Museum voor Actuale Kunst en Bruselas, Bélgica. Archivo Lafuente, Cantabria, España, así como en la Galería de Arte Mexicano, Museo de Arte Carrillo Gil, Banco Nacional de México y la más reciente en el Museo Universitario de Arte Contemporáneo.
En los últimos años ha colaborado en proyectos sobre pintura, dibujo, grabado, gráfica digital, cerámica y animación. Le interesan las distintas maneras en que el pensamiento gráfico contemporáneo puede aparecer en diversos soportes trabajado con materiales diferentes.
Actualmente reside en Cuernavaca, Morelos. 

## Exposiciones

### Exposiciones colectivas
- La exposición de Libros y otros libros es un ejercicio de estilo en el que el artista muestra quién es en realidad. Museo de Arte Moderno, México[13] (1983)
- ATERRIZA proyecto pictórico, Museo de Arte de Sonora (MUSAS), México (2010)
- Circunstancias: indagaciones femeninas en el arte, Museo de la Ciudad de Cuernavaca, Morelos, México (2011)
- AKASO, Museo Universitario del Chopo, UNAM, México (2011)
- Neomexicanismo: ficciones identitarias de los ochenta, Museo de Arte Moderno, México (2011)[14]
- Bajo los párpados: exposición colectiva de libros de artista, Biblioteca Miguel Lerdo de Tejada, México (2011)
- Después del Edén: Arte de Cuernavaca 1974-2014, La Tallera, Cuernavaca, Morelos (2015)
- Ejercicios exploratorias 2: creadoras contemporáneas en la colección macg, Museo de Arte Carrillo Gil, México (2016)[15]
- Regresando al presente: un acercamiento al textil, Instituto Cultural de México en Montreal, Espacio México, Canadá (2018)[16]

- Radical women: Latin American Art 1960 – 1985, Brooklyn Museum, New York, USA (2018)

### Exposiciones Individuales
- Mi versión de los hechos, Museo Universitario de Ciencias y Arte, UNAM, México (2004)
- La misma habitación, Galería del Teatro Peón Contreras, Mérida, Yucatán y en el Museo de Arte Contemporáneo de Oaxaca, Oaxaca (2006)
- Alzheimer (Intervención), Museo de la Secretaría de hacienda y Crédito Público Antiguo Palacio del Arzobispado, México (2006)

- Principio de incertidumbre, Centro de las Artes de Monterrey, Fórum Universal de las Culturas Monterrey (2007)
- Entre líneas, Instituto de Estudios Críticos Colima, Distrito Federal, México (2008)
- Aún, Galería Polivalente de la Universidad de Guanajuato, Guanajuato, México (2008)
- Afonías, Facultad de Artes, Universidad Autónoma del Estado de México (2009)
- Glaciares, Sala de Arte Público Siqueiros, México(2009)
- Afecto diverso / géneros en flujo, Museo Universitario del Chopo, UNAM, México (2010)[17]
- Titubeos, Galería de Arte Mexicano, México (2011)
- Magali Lara: Animaciones, Museo Amparo,[18] México (2012)[19]
- Batiente 0.5, la mirada oblicua. Casa del Lago, UNAM, Ciudad de México, México (2014)[20]
- Intemperie/Magali Lara, Museo Nacional de la Estampa, México (2015)[21]
- Pausa, separación, Galería del Chalet, Centro de las Artes de San Agustín "CASA", Oaxaca, México (2016)
- El Futuro, Centro Cultural Estación Indianilla, México (2016)
- Infancia y eso, Walden Gallery, Buenos Aires, Argentina (2016)[22]
- Intimidad en el jardín: Exposición individual de Magali Lara; pintura 1985 – 2016, Centro Cultural Jardín Borda, Cuernavaca, México (2017)
- Del verbo estar, Museo Universitario del Chopo, México (2017)[23][24]